# Saint-Étienne-à-Arnes
Saint-Étienne-à-Arnes är en kommun i departementet Ardennes i regionen Grand Est (tidigare regionen Champagne-Ardenne) i nordöstra Frankrike. Kommunen ligger  i kantonen Machault som ligger i arrondissementet Vouziers. År 2022 hade Saint-Étienne-à-Arnes 245 invånare.

## Befolkningsutveckling
Antalet invånare i kommunen Saint-Étienne-à-Arnes
Referens: INSEE